# شیرخشت (سرده)
شیرخِشت یا (به فارسی: شیرخشک) جنسی از گیاهان چوبدار از خانواده گل سرخ است. گیاه شیرخشت بومی بومگاه دیرین‌شمالگانی (مناطق معتدل آسیا، اروپا و آفریقای شمالی) است و تمرکز انواع آن در کوه‌های جنوب غربی چین و هیمالیا قرار دارد. شیرخشت گیاهی است پایا به ارتفاع ۳ تا ۸ متر. پوست آن خاکستری مایل به سیاه و گل صورتی در حاشیه سرخ رنگ دارد. شفت آن مدور و گویچه‌ای شکل است.
از این گیاه برای ازبین بردن زردی در نوزادان استفاده می‌شود. عصاره تام Cotoneaster discolor Pojark برای این منظور مورد استفاده قرار می‌گیرد

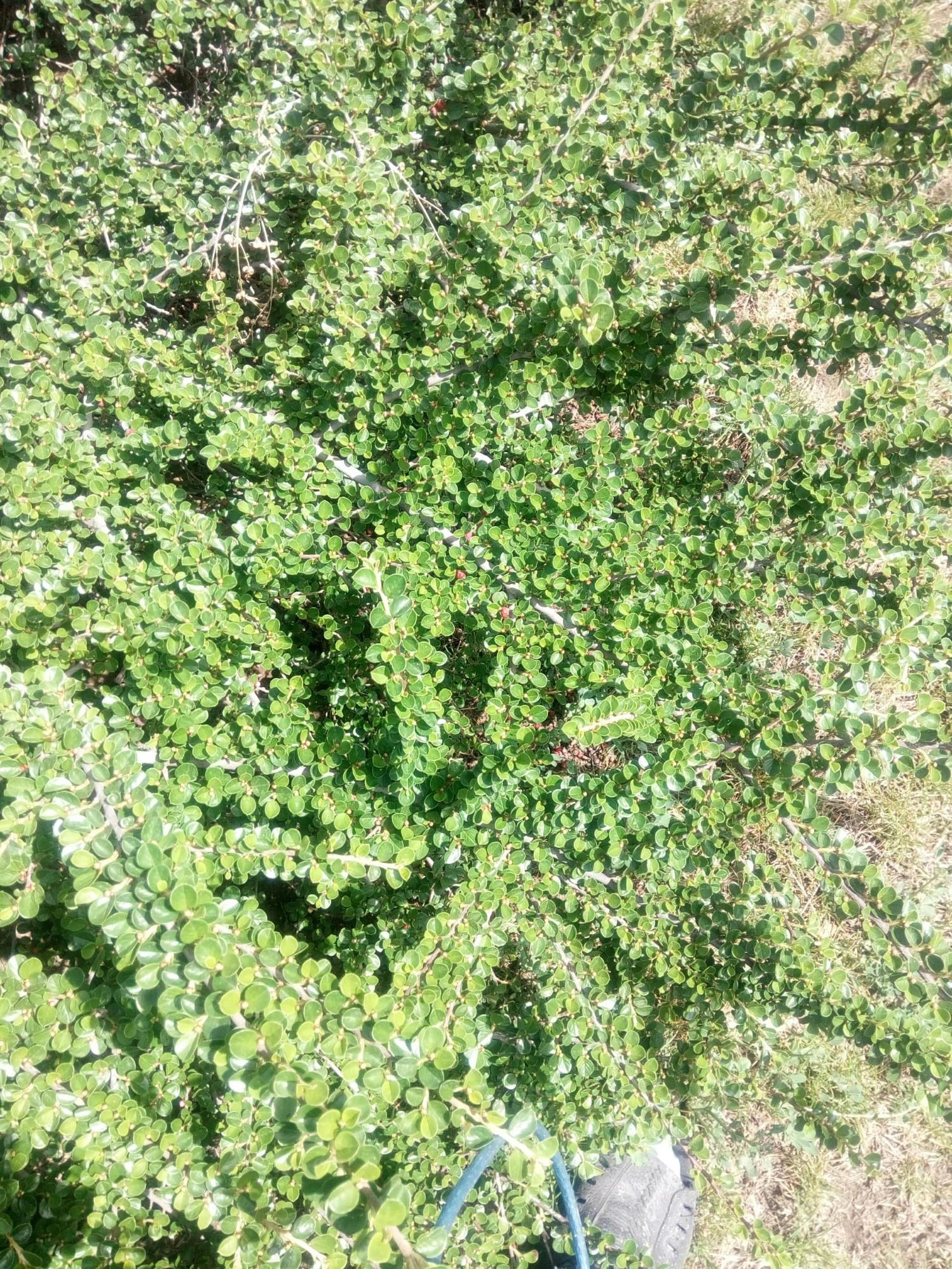
نمایی از برگ‌های گیاه شیرخشت از بالا

شیرخشت به عنوان یک ملین خوب، تب‌بر و ماده خنک‌کننده در طب سنتی ایران مورد استفاده قرار می‌گیرد. ابن‌سینا در کتاب قانون در مورد شیرخشت چنین گفته‌است: «شیرخشت یا شیرخشک، شبنمی است که در هرات بر درخت بید و گون کتیرا می‌نشیند. دارای مزاج معتدل است. دارای اثر مسهلی و دیگر خواص مشابه ترنجبین، ولی از آن قوی‌تر است و خاصیت زداینده دارد.»